# Ricky Rudd

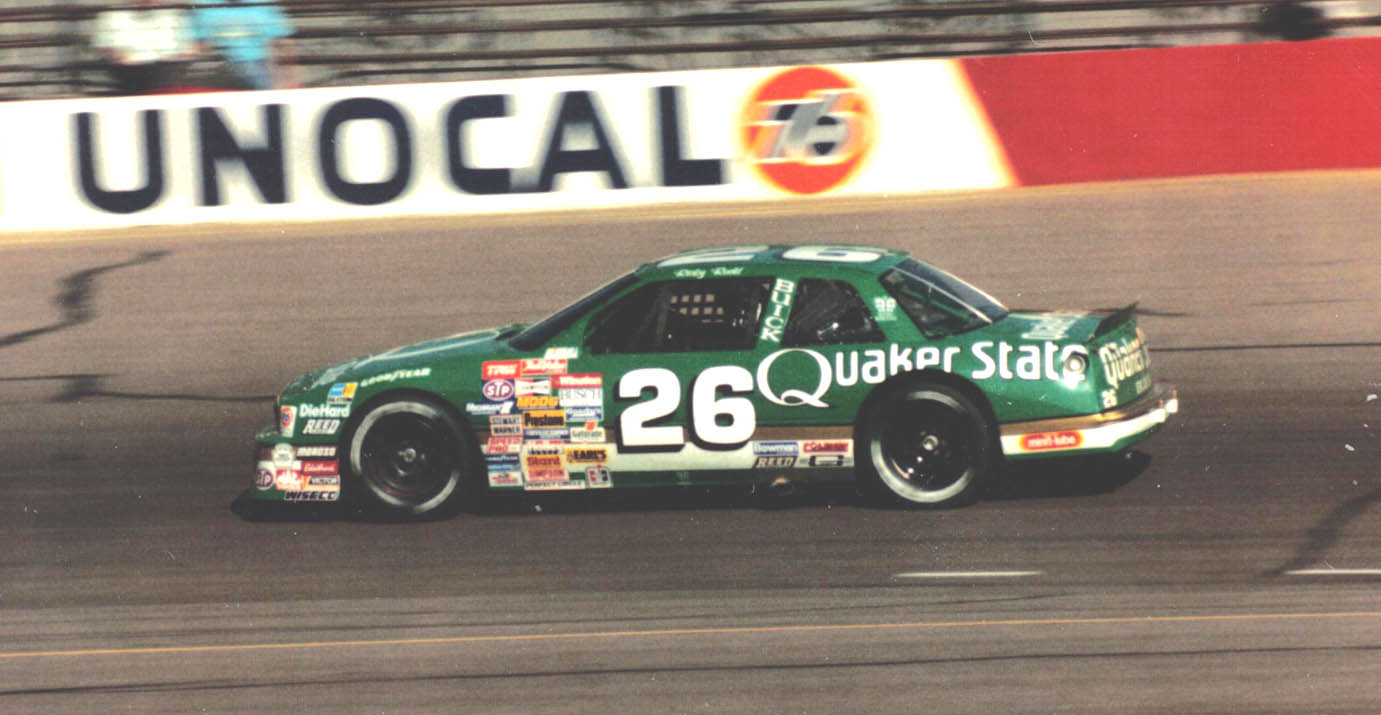
Rudd's racewagen uit 1989

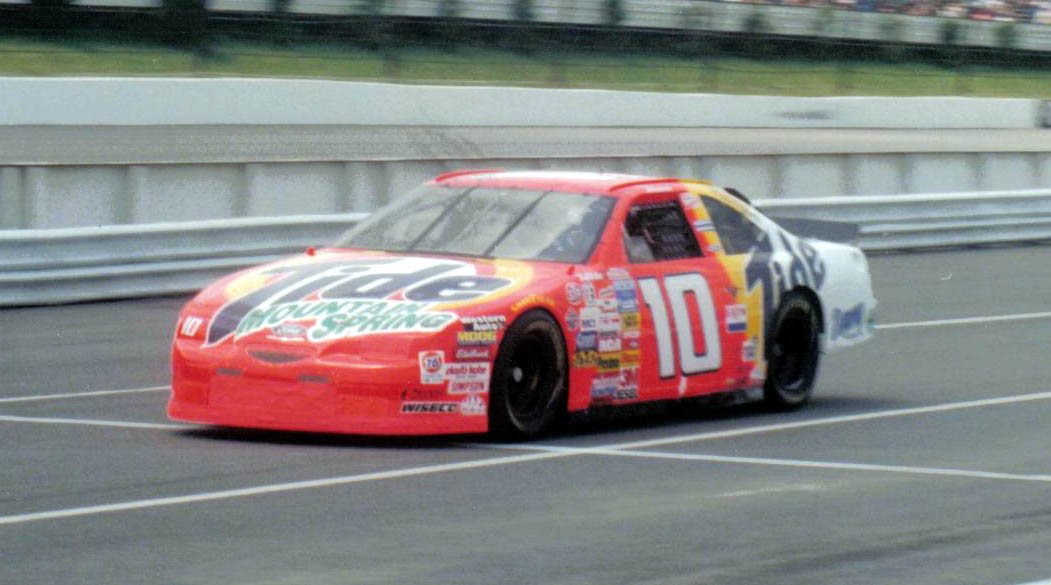
Rudd op de Pocono Raceway in 1997

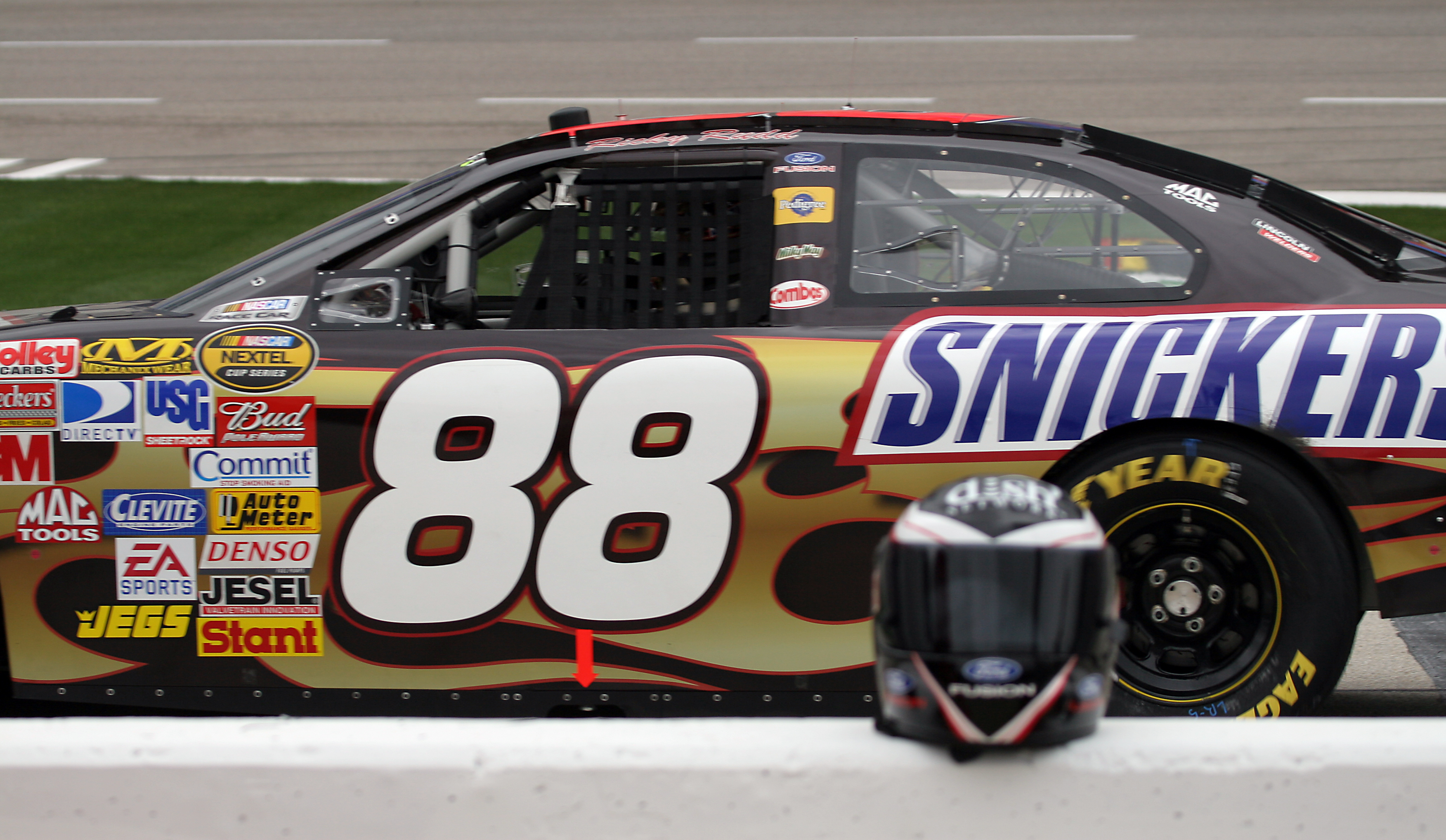
Rudd op de Texas Motor Speedway in 2007

Richard "Ricky" Rudd (Norfolk (Virginia), 12 september 1956) is een voormalig Amerikaans autocoureur. Hij reed tussen 1975 en 2007 in de Winston Cup en werd vice-kampioen in 1991.

## Carrière
Rudd startte zijn carrière in de NASCAR in 1975. Zijn eerste overwinning behaalde hij tijdens de Budweiser 400 op de Riverside International Raceway in 1983 en zijn laatste overwinning dateert van 2002 toen hij de Dodge/Save Mart 350 won op de Infineon Raceway. Hij stond in zijn Winston Cup carrière 906 keer aan de start van een race, 29 keer op poleposition en hij won 23 races. Hij werd één keer vice-kampioen en eindigde verder vijf keer in de top vijf van het kampioenschap. In de Busch Series won hij één race toen hij in 1983 won op de Dover International Speedway.

## Resultaten in de NASCAR Sprint Cup
Sprint Cup resultaten (aantal gereden races, polepositions, gewonnen races en positie in het kampioenschap)
| Jaar | Races | Polepositions | Overwinningen | Kampioenschap |
| ---- | ----- | ------------- | ------------- | ------------- |
| 1975 | 4     | 0             | 0             | 47e           |
| 1976 | 4     | 0             | 0             | 53e           |
| 1977 | 25    | 0             | 0             | 17e           |
| 1978 | 13    | 0             | 0             | 31e           |
| 1979 | 28    | 0             | 0             | 9e            |
| 1980 | 13    | 0             | 0             | 35e           |
| 1981 | 31    | 3             | 0             | 6e            |
| 1982 | 30    | 2             | 0             | 9e            |
| 1983 | 30    | 4             | 2             | 9e            |
| 1984 | 30    | 4             | 1             | 7e            |
| 1985 | 28    | 0             | 1             | 6e            |
| 1986 | 29    | 1             | 2             | 5e            |
| 1987 | 29    | 0             | 2             | 6e            |
| 1988 | 29    | 2             | 1             | 11e           |
| 1989 | 29    | 0             | 1             | 8e            |
| 1990 | 29    | 2             | 1             | 7e            |
| 1991 | 29    | 2             | 1             | 2e            |
| 1992 | 29    | 1             | 1             | 7e            |
| 1993 | 30    | 0             | 1             | 10e           |
| 1994 | 31    | 1             | 1             | 5e            |
| 1995 | 31    | 2             | 1             | 9e            |
| 1996 | 31    | 0             | 1             | 6e            |
| 1997 | 32    | 0             | 2             | 17e           |
| 1998 | 33    | 0             | 1             | 22e           |
| 1999 | 34    | 1             | 0             | 34e           |
| 2000 | 34    | 2             | 0             | 5e            |
| 2001 | 36    | 1             | 2             | 4e            |
| 2002 | 36    | 1             | 1             | 10e           |
| 2003 | 36    | 0             | 0             | 23e           |
| 2004 | 36    | 1             | 0             | 5e            |
| 2005 | 36    | 0             | 0             | 30e           |
| 2007 | 31    | 0             | 0             | 11e           |